# Creator – Der Professor und die Sünde
Creator – Der Professor und die Sünde ist eine US-amerikanische Filmkomödie aus dem Jahr 1985 von Ivan Passer. Der Film ist auch unter dem Titel Der Professor oder Wie ich meine Frau wiedererweckte bekannt. Die deutsche Erstaufführung fand am  2. Oktober 1994 auf PRO 7 statt.

## Handlung
Der exzentrische Wissenschaftler und Nobelpreisträger Harry Wolper ist nie über den Verlust seiner Frau hinweggekommen und versucht, sie, unfähig loszulassen, mit Hilfe ihres Zellgewebes zu klonen. Der Student Boris verirrt sich in sein Labor, als er hinter der schönen Barbara her ist. Harry rekrutiert ihn als seinen Assistenten. Mit seiner Hilfe gelingt es ihm, das Zellgewebe zu beleben. Boris bekommt mit Hilfe von Harry Barbaras Adresse heraus und schafft es, sich ihr zu nähern. Auf seiner Suche nach Eizellen, um weiterarbeiten zu können, trifft Harry die Kellnerin Meli, die zustimmt, ihm die Eizellen zu geben. Boris und Barbara haben sich inzwischen verliebt und genießen die gemeinsame Zeit. Mit Hilfe von Melis Eizellen gelingt Harry der große Durchbruch. Die Kellnerin Meli hat sich in der gemeinsamen Zeit mit Harry in ihn verliebt und macht ihm Avancen. Harry hat auch Gefühle für Meli, aber er kann sich nicht von seiner toten Frau lösen. Bei einem Footballspiel fällt Barbara ins Koma; die Ärzte sind machtlos und wollen die Geräte abschalten. Boris versucht verzweifelt, das zu verhindern und Harry zu erreichen. Zur selben Zeit wird auch wegen einer Intrige Harrys Projekt zerstört, da die Universität die geborgten Geräte wieder abholt. Harry und Meli streiten sich dabei auch über seine tote Frau, und Meli verschwindet wutentbrannt. Boris schafft es, Harry zu kontaktieren, und erfährt, dass dieser auch nichts tun kann; er gibt ihm aber den Rat, mit Barbara zu reden. Danach macht sich Harry, der eingesehen hat, dass Klonen ihm nicht seine Frau wiederbringen kann, auf die Suche nach Meli, um sie zu heiraten. Boris redet zwei Tage lang mit Barbara, und sie erwacht wie durch ein Wunder aus ihrem Koma.

## Kritiken
Die Fernsehzeitschrift TV Spielfilm bezeichnet den Film als „Liebenswürdig, aber auch harmlos“.
Das Lexikon des internationalen Films meinte: „Flüssig inszenierte und gut gespielte Liebeskomödie, in der sich die Besessenheit des Wissenschaftlers und die Romantik der Liebe und des Lebens durchdringen.“